# Ayopaya (provincie)
Ayopaya is een provincie in het westen van het departement Cochabamba in Bolivia. De provincie heeft een oppervlakte van 9620 km² en heeft 54.408 inwoners (2012). De hoofdstad is (Villa) Independencia.
Ayopaya is verdeeld in drie gemeenten:
- Ayopaya
- Cocapata
- Morochata

Arani · 
Arque · 
Ayopaya · 
Bolívar · 
Capinota · 
Carrasco · 
Cercado · 
Chapare · 
Esteban Arce · 
Germán Jordán · 
Mizque · 
Narciso Campero · 
Punata · 
Quillacollo · 
Tapacarí · 
Tiraque